# Ischnus basalis
Ischnus basalis är en stekelart som beskrevs av Dmitriy R. Kasparyan och Ruiz-cancino 2005. Ischnus basalis ingår i släktet Ischnus och familjen brokparasitsteklar. Inga underarter finns listade i Catalogue of Life.